# Неолитическое святилище в Парце
Неолитическое святилище в Парце было сооружено около 4000 года до н. э. (то есть примерно 6000 лет назад). Обнаружено в г. Парца (Парац; в румынском жудеце Тимиш). Относится к культуре Винча. К настоящему времени практически полностью реставрировано и находится в экспозиции Банатского музея в г. Тимишоара.
Святилище было посвящено характерному для «старой Европы» культу быка; интерес представляет сдвоенный идол (одна голова — человека, другая — быка).